# Parco nazionale di Danau Sentarum
Il parco nazionale di Danau Sentarum è un parco nazionale che protegge uno dei sistemi lacustri più importanti del mondo per biodiversità, situato nel cuore dell'isola del Borneo, precisamente nella reggenza di Kapuas Hulu della provincia del Kalimantan Occidentale (Indonesia). Sorge nel bacino tettonico del corso superiore del fiume Kapuas, circa 700 chilometri a monte del suo delta. Il bacino è una vasta pianura alluvionale costituita da circa 20 laghi stagionali, foreste paludose e foreste di torbiera. I locali lo chiamano Lebak lebung («pianura alluvionale»). Il parco nazionale si trova nella parte occidentale di questo bacino, che ospita i tre quarti dei laghi stagionali. Più o meno la metà della superficie del parco è formata da laghi, l'altra metà da foreste paludose.
Già nel 1982 venne istituita nella zona una riserva naturale di 800 km², poi portata a 1320 km² nel 1994 (890 di foresta paludosa e 430 di terraferma), quando venne dichiarata sito Ramsar. Nel 1999 la riserva venne trasformata in parco nazionale, anche se l'autorità del parco è stata istituita solamente nel 2006.
Il parco nazionale di Danau Sentarum ospita un gran numero di specie di pesci, circa 240 quelle censite finora, tra cui l'arowana asiatico e la botia pagliaccio. Nel corso di una spedizione, gli studiosi hanno rilevato la presenza di molti generi di pesci quali Chitala, Scleropages e Parachela, tra cui numerose specie che non erano ancora state descritte. Qui vivono 237 specie di uccelli, compresi la cicogna di Storm e l'argo maggiore. Delle 143 specie di mammiferi presenti, 23 sono endemiche del Borneo, come la nasica. Nel parco vive anche una popolazione piuttosto consistente di oranghi, una specie in pericolo di estinzione. Tra le 26 specie di rettili ricordiamo il falso gaviale e il coccodrillo marino.
I laghi danno sostentamento a una florida industria di pesca tradizionale. La parte occidentale della pianura alluvionale del corso superiore del Kapuas è popolata da quasi 20 000 abitanti, l'88% dei quali sono pescatori malesi. Circa 3 000 abitanti vivono in circa 20 villaggi all'interno del parco.